# (1086) Nata
(1086) Nata – planetoida z pasa głównego asteroid okrążająca Słońce w ciągu 5 lat i 229 dni w średniej odległości 3,16 au. Została odkryta 25 sierpnia 1927 roku w Obserwatorium Simejiz na górze Koszka na Półwyspie Krymskim przez Siergieja Bielawskiego i Nikołaja Iwanowa.
Nazwa planetoidy pochodzi od Naty (Nadieżdy) Babuszkiny (ros. Ната (Надежда) Бабушкина), ur. w 1915 roku radzieckiej spadochroniarki, która zmarła w szpitalu 27 czerwca 1936 roku w wyniku obrażeń poniesionych w trakcie nieudanego skoku spadochronowego oddanego trzy dni wcześniej. Przed nadaniem nazwy planetoida nosiła oznaczenie tymczasowe (1086) 1927 QL.